# Hatun Misapata
Hatun Misapata o simplemente Misapata (en quechua hatun grande, mesa misa, pata lugar elevado; arriba, en la parte superior; borde, banco, orilla, también deletreado Qatun Mesapata o Mesapata) es un sitio arqueológico en el distrito de Aucara, provincia de Lucanas, en el departamento de Ayacucho, al sur del Perú.
Fue declarado Patrimonio Cultural de la Nación por Resolución Viceministerial Nº 459-2011-VMPCIC-MC del 20 de abril de 2011.